# Schlacht bei Hanau
Frühjahrsfeldzug 1813
Lüneburg – Möckern – Halle – Großgörschen – Gersdorf – Bautzen – Reichenbach – Nettelnburg – Haynau – Halberstadt – Luckau
Herbstfeldzug 1813

Großbeeren – Katzbach – Dresden – Hagelberg – Kulm – Dennewitz – Göhrde – Altenburg – Wittenberg – Wartenburg – Liebertwolkwitz – Leipzig – Torgau – Hanau – Hochheim – Danzig
Winterfeldzug 1814

Épinal – Colombey – Brienne – La Rothière – Champaubert – Montmirail – Château-Thierry – Vauchamps – Mormant – Montereau – Bar-sur-Aube – Soissons – Craonne – Laon – Reims – Arcis-sur-Aube – Fère-Champenoise – Saint-Dizier – Claye –  Paris
Sommerfeldzug von 1815

Quatre-Bras – Ligny – Waterloo – Wavre – Paris
Die Schlacht bei Hanau am 30. und 31. Oktober 1813 fand auf dem Gebiet der Stadt Hanau statt. Sie war Teil der Befreiungskriege gegen die französische Besatzung. Der Hauptschauplatz befand sich auf dem heutigen Gebiet des Lamboywaldes. Hanau gehörte damals zum Großherzogtum Frankfurt.

## Vorgeschichte
Bayern unterzeichnete am 8. Oktober 1813 den Vertrag von Ried, mit dem es das Bündnis mit Frankreich löste und auf die Seite der Alliierten wechselte. Das geschah gerade noch rechtzeitig, da die Völkerschlacht bei Leipzig am 19. Oktober den Feldzug gegen Napoleon durch dessen Niederlage entschied. Während Napoleon in Leipzig gegen die Alliierten kämpfte, wartete der Oberkommandant der bayerischen Armee, Carl Philipp von Wrede auf die Ratifikation des Vertrages durch den bayerischen König.
Am 28. Oktober 1813 besetzte das 1. bayerische Chevaulegers-Regiment Hanau. Als Truppen der französischen Vorhut aus dem Kinzigtal eintrafen, kam es zu ersten Gefechten, bei denen Prinz Ludwig von Waldeck, ein Neffe des Bayerischen Königs, so schwer verwundet wurde, dass er seinen Verletzungen erlag.
Am Morgen des 29. Oktobers 1813 wurden 3.000 bis 4.000 französische, von General Rémy-Isidore Exelmans geführte Soldaten von der bayerischen Brigade Deroy und dem russischen Hilfskorps Tscherenitschew und Kaisaroff gefangen genommen. Am Nachmittag nahmen die Verbündeten die Stadt Hanau förmlich in Besitz.
Vereinte österreichisch-bayerische Streitkräfte unter dem Befehl des bayerischen Generals Graf Wrede mit einer Stärke von 43.000 Soldaten (drei bayerische, zwei österreichische Divisionen mit Kavallerie und österreichisch-bayerischer Artillerie unter dem österreichischen Generalmajor Swrtnik) formierten sich, um Napoleons Armee den Weg abzuschneiden. Diesen schloss sich eine Kavallerieeinheit des russischen Generalmajors Tschernischow an.

## Verlauf

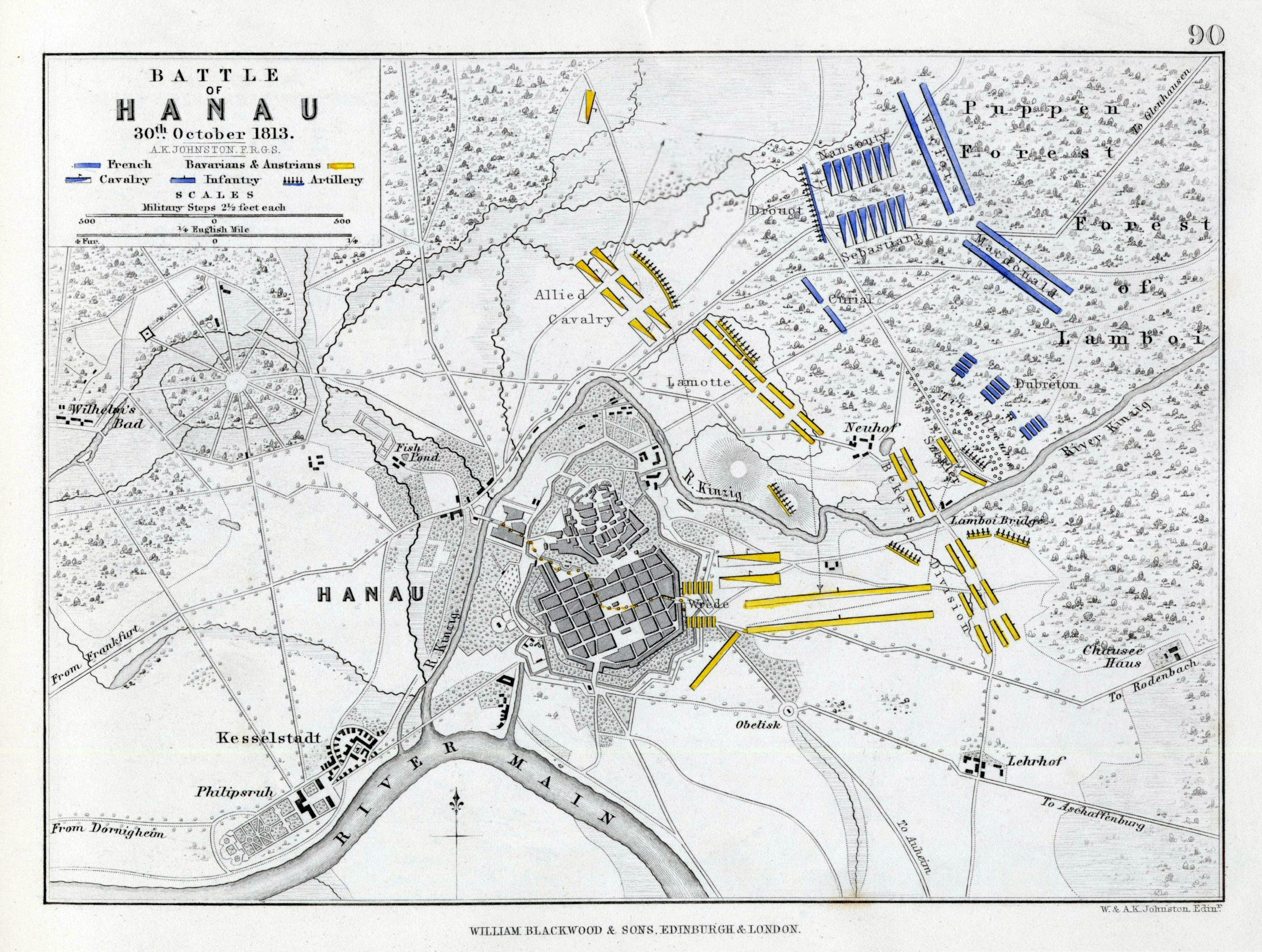
Plan der Schlacht bei Hanau 1813

Am Morgen des 30. Oktober 1813 postierte Wrede seine Truppen nördlich der Kinzig vor dem Lamboywald. Der linke Flügel wurde rechts und links des Fallbaches, das Zentrum auf dem heutigen Tümpelgartengebiet und der rechte Flügel an der Lamboybrücke positioniert. Nachteil dieser Aufstellung war die mangelnde Rückzugsmöglichkeit. Dies geschah, obwohl die Positionen der Franzosen nur unzureichend bekannt waren. Diese befanden sich größtenteils im Lamboywald. Am Vormittag gab es, insbesondere auf dem rechten Flügel, heftige Gefechte, wobei aber keiner Partei ein entscheidender Durchbruch gelang. Erst um elf Uhr erfuhr Wrede, dass Napoleon mit seinen Elitetruppen im Lamboywald lagerte.
Schon am frühen Nachmittag war aber ein großer Teil der Munition der bayerischen und österreichischen Truppen verschossen. Napoleon begann gegen fünfzehn Uhr seine Offensive. Zunächst richtete der Kaiser sein Augenmerk auf den rechten Flügel. Dieser musste von Wrede gestärkt werden, sodass der linke Flügel geschwächt wurde. Daraufhin gab Napoleon der Kavallerie und Artillerie den Befehl, den linken Flügel verstärkt zu attackieren.
Es entstand eine hitzige Reiterschlacht am Fallbach. Die französische Kavallerie attackierte gezielt die österreichisch-bayerische Batterie des linken Flügels. Dank des fränkischen Artillerieoffiziers Oberleutnant Johann Baptist von Roppelt, der fast in Gefangenschaft geriet, gelang es, die französische Kavallerie aufzuhalten, indem er sie auf 70 Meter herankommen ließ und dann das Feuer eröffnete. Somit konnte die gesamte alliierte Artillerie des linken Flügels gerettet werden. Die österreichisch-bayerische Kavallerie hatte die von den Franzosen umzingelte Batterie von Roppelts verteidigt. Mit der Unterstützung der französischen Artillerie attackierten die Franzosen den linken Flügel von Wrede. Doch nachdem auch dort die komplette Munition der Bayern und Österreicher verschossen war, flohen diese.
Die französischen Reiter sowie die Artillerie warfen sich dann verstärkt auf das Zentrum, das der Angriffswelle nicht standhielt. Nur der rechte Flügel der bayerisch-österreichischen Truppen hielt die Stellung. Gegen siebzehn Uhr mussten sich die Verbündeten aber zurückziehen, und die Schlacht endete mit einem Sieg Napoleons, dem letzten seiner Siege auf deutschem Boden.
Damit war der Weg für die französischen Truppen Richtung Westen frei. In der Nacht zum 31. Oktober beschossen dann die Franzosen zusätzlich Hanau, um den Abzug ihrer Truppen zu sichern. Dabei geriet die Hanauer Vorstadt in Brand. Die Bayern mussten Hanau räumen, und die Stadt wurde von der französischen Division Fontanelli besetzt.
Am Mittag des 31. Oktober gab Wrede den Befehl, Hanau zurückzuerobern. Mit sechs österreichisch-bayerischen Bataillonen, der russischen Kavallerieeinheit des Generals Alexander Iwanowitsch Tschernyschow und der fränkischen Batterie von Roppelts eroberte Wrede die Stadt zurück. Die Division Fontanelli leistete keinen großen Widerstand, und so gelangte Hanau wieder in den Besitz der Verbündeten. Wrede wurde dabei durch einen Schuss in den Unterleib schwer verletzt. Für ihn übernahm der österreichische General Graf Fresnel das Kommando. Gegen sieben Uhr waren alle französischen Truppen abgezogen.
Bereits am 30. Oktober war der frisch zum Generalmajor beförderte Österreicher Karl Flach von Flachenfeld (* 1762) gefallen, er war Kommandeur des Kürassier-Regiments Lichtenstein. Außerdem fiel der bayrische Generalmajor Eduard Anton Janson von der Stockh (schwer verwundet und am 21. November 1813 zu Würzburg verstorben).

## Bewertung
Napoleon konnte durch den Sieg ungehindert nach Frankfurt gelangen, wo er am Nachmittag des 31. Oktober 1813 eintraf. Die militärisch sinnlose Schlacht war ein eindeutiger Sieg für Napoleon. Wrede gelang es nicht, Napoleon den Weg zu versperren. Die alliierten Truppen der Russen, Preußen und Österreicher hätten Napoleon den Weg längst abschneiden können, unterließen es aber. Bayern wollte mit dieser Schlacht seinen Wechsel auf die Seite der Alliierten auch militärisch untermauern. Deshalb war es aus Sicht der bayerischen Politiker und Militärs relativ gleichgültig, ob die Schlacht gewonnen oder verloren wurde – Hauptsache, sie fand statt. Insgesamt fielen in der Schlacht 6.000 Franzosen und 8.000 bis 9.000 Verbündete. Allerdings konnten die Verbündeten 10.000 meist schwache und kranke Franzosen gefangen nehmen.
Am 5. November 1813 marschierte Alexander I. mit seinen Truppen in Frankfurt am Main ein. Die besten Offiziere der Hanauer Schlacht wurden durch eine Beförderung geehrt und mit vielen Orden ausgezeichnet. So bekam beispielsweise Carl Philipp von Wrede das Großkreuz des österreichisch-kaiserlichen Leopold-Ordens, den russischen Alexander-Newski-Orden, den russischen Orden des Heiligen Georg und das Kommandeurkreuz des österreichischen Militär-Maria-Theresien-Ordens verliehen.

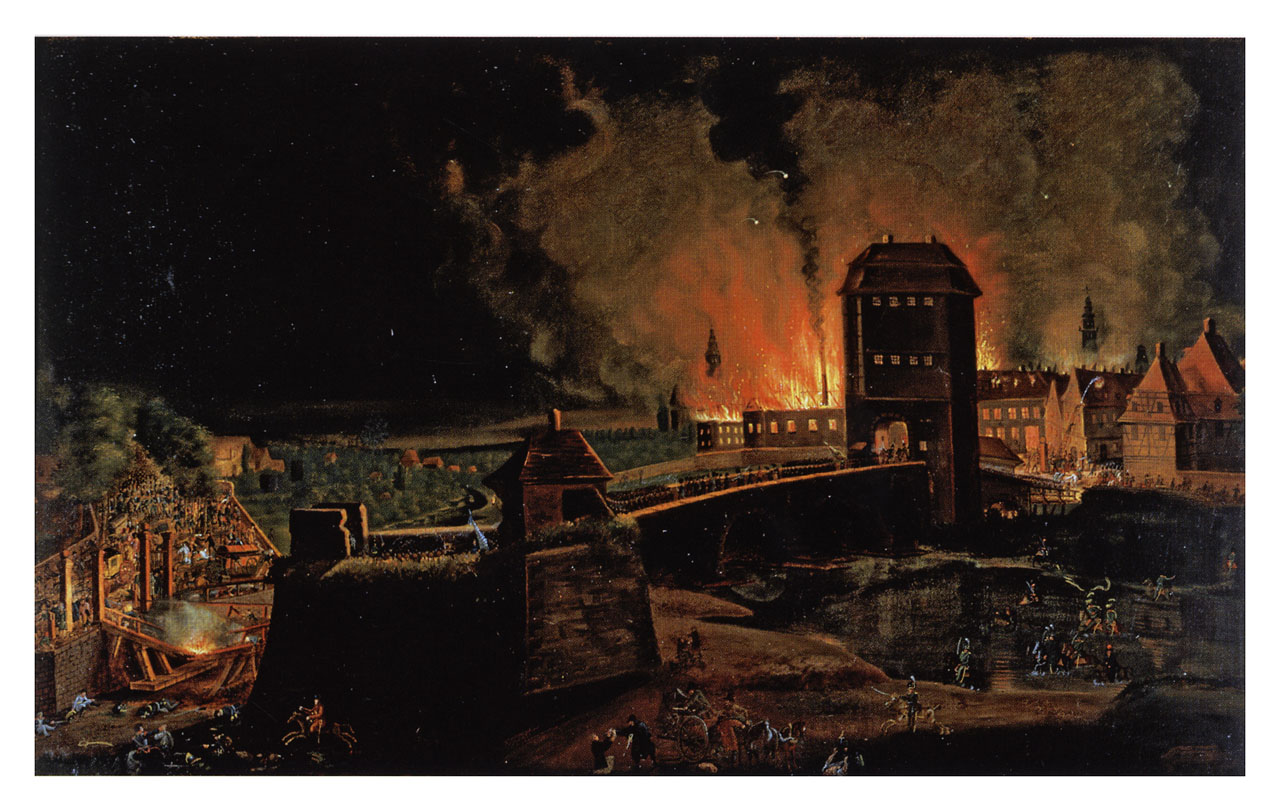
Conrad Westermayr: Beschießung der Stadt und brennende Vorstadt beim Abzug der Franzosen in der Nacht vom 30. auf den 31. Oktober 1813.
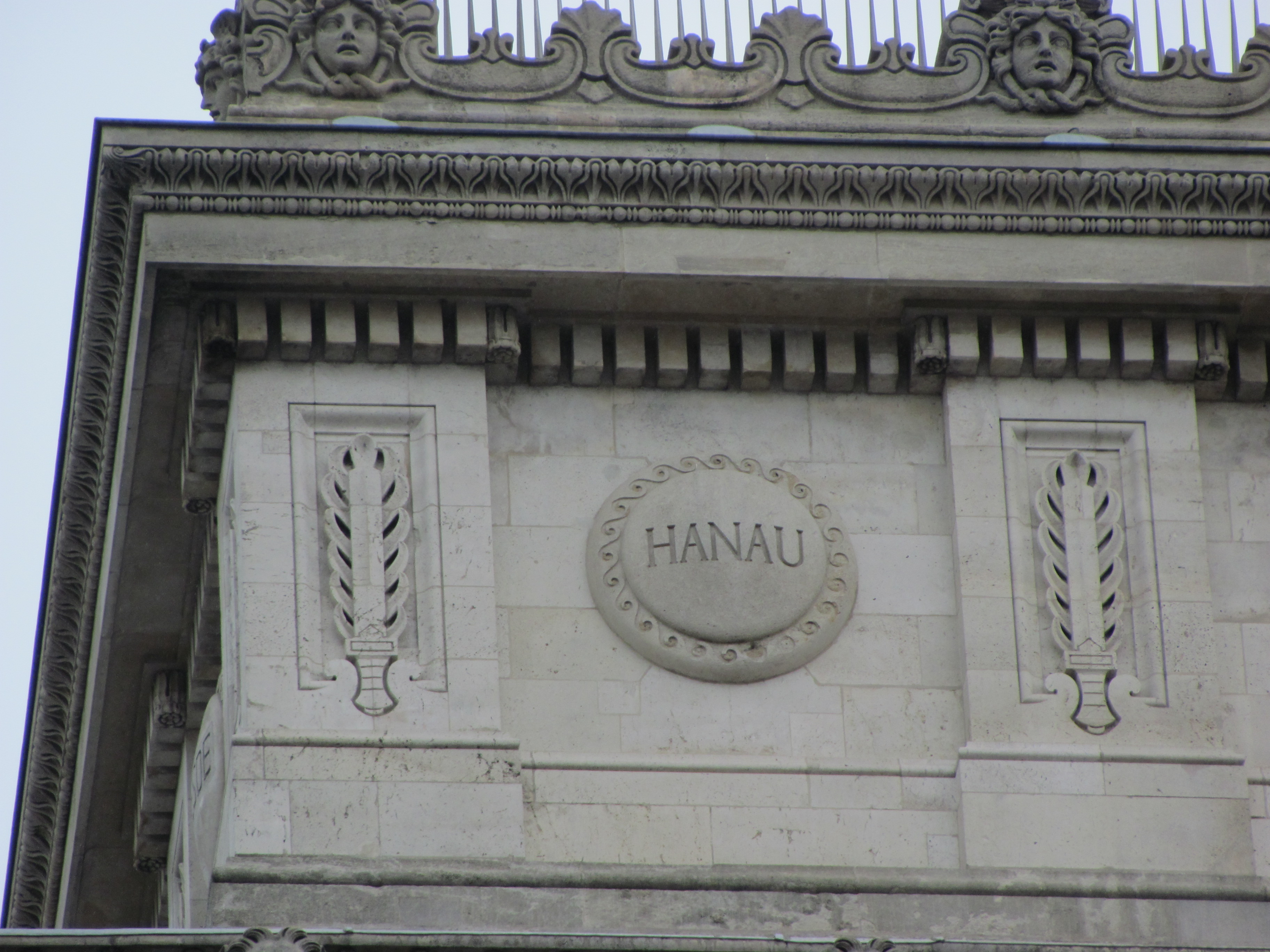
Nennung der Schlacht bei Hanau auf dem Arc de Triomphe in Paris
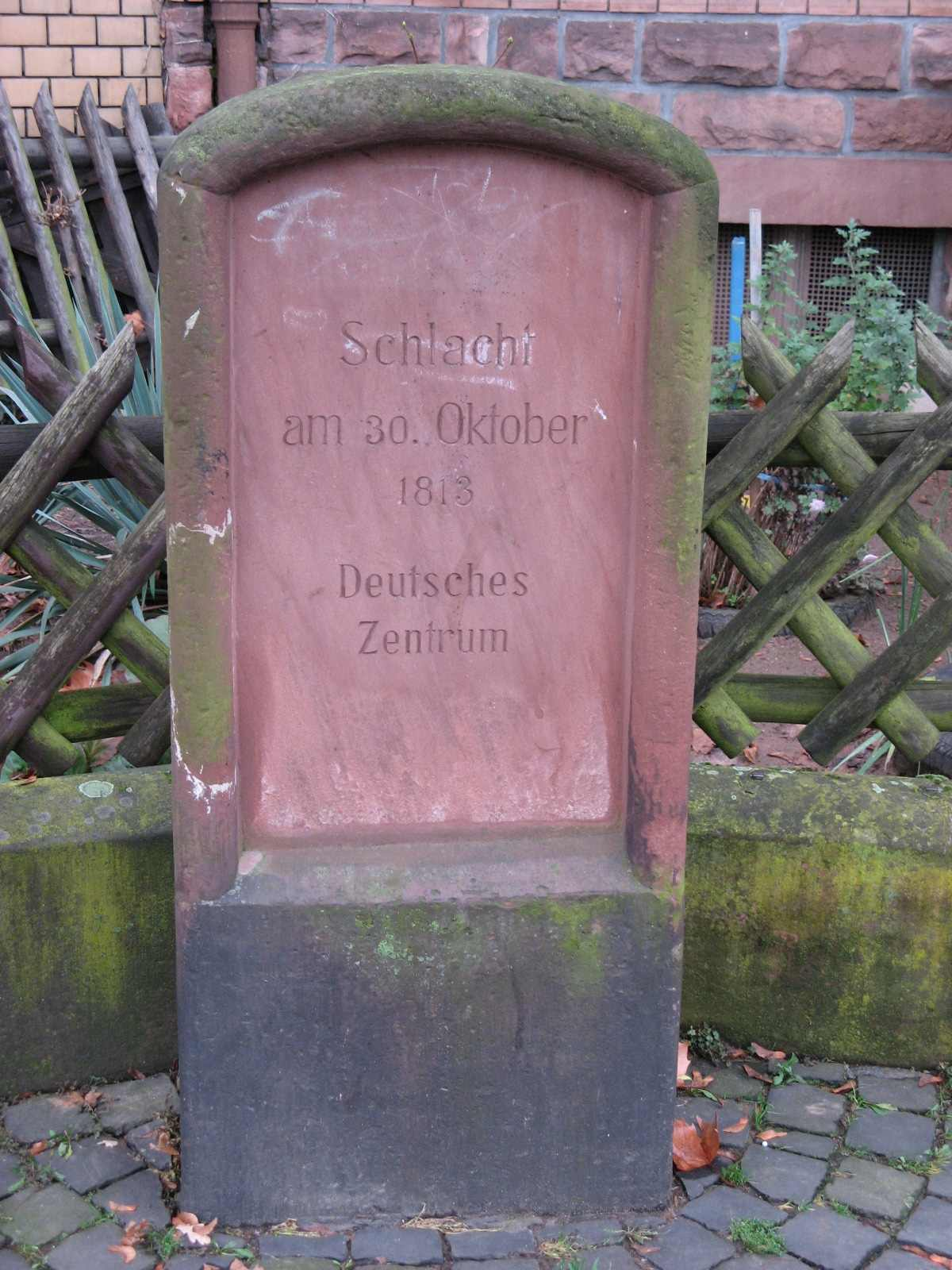
Gedenkstein Hanau, Karl-Marx-Straße

## Gedenken
- Zum Gedenken an die Schlacht wurden in der Stadt Hanau einige Gedenksteine errichtet. Fünf davon sind erhalten: je einer in der Lamboy-, der Karl-Marx- und der Robert-Blum-Straße sowie zwei an der Kinzigbrücke. Die Schlacht ist außerdem in der Auflistung der von Napoleon gewonnenen Schlachten an der Südseite des Arc de Triomphe in Paris und im Invalidendom, in dem Napoleon begraben ist, verewigt.[3]
- 2013 fand im Historischen Museum in Hanau die Ausstellung Die Franzosen kommen statt, in der unter anderem der Schlacht bei Hanau gedacht wurde.[4][Anm. 1]